# Combretum apiculatum
Espèce
Synonymes
- Combretum apiculatum subsp. apiculatum[1]
- Combretum buchananii Engl. & Diels[1]
- Combretum ukamense Engl. & Diels[1]

Combretum apiculatum (ou Kudubush) est une espèce de plantes à fleurs de la famille des Combretaceae. C'est un arbre des régions semi arides au sud de l'Équateur en Afrique.

## Liste des sous-espèces
Selon Catalogue of Life (11 août 2017) :
- sous-espèce Combretum apiculatum subsp. apiculatum
- sous-espèce Combretum apiculatum subsp. leutweinii

Selon NCBI (11 août 2017) :
- sous-espèce Combretum apiculatum subsp. apiculatum
- sous-espèce Combretum apiculatum subsp. leutweinii

Selon The Plant List (11 août 2017) :
- sous-espèce Combretum apiculatum subsp. leutweinii (Schinz) Exell

Selon Tropicos (11 août 2017) (Attention liste brute contenant possiblement des synonymes) :
- sous-espèce Combretum apiculatum subsp. apiculatum
- sous-espèce Combretum apiculatum subsp. boreale Exell
- sous-espèce Combretum apiculatum subsp. leutweinii Exell